# Dimeria josephii
Dimeria josephii är en gräsart som beskrevs av N. Ravi och N.Mohanan. Dimeria josephii ingår i släktet Dimeria och familjen gräs. Inga underarter finns listade i Catalogue of Life.